# Francisco Scaramanga

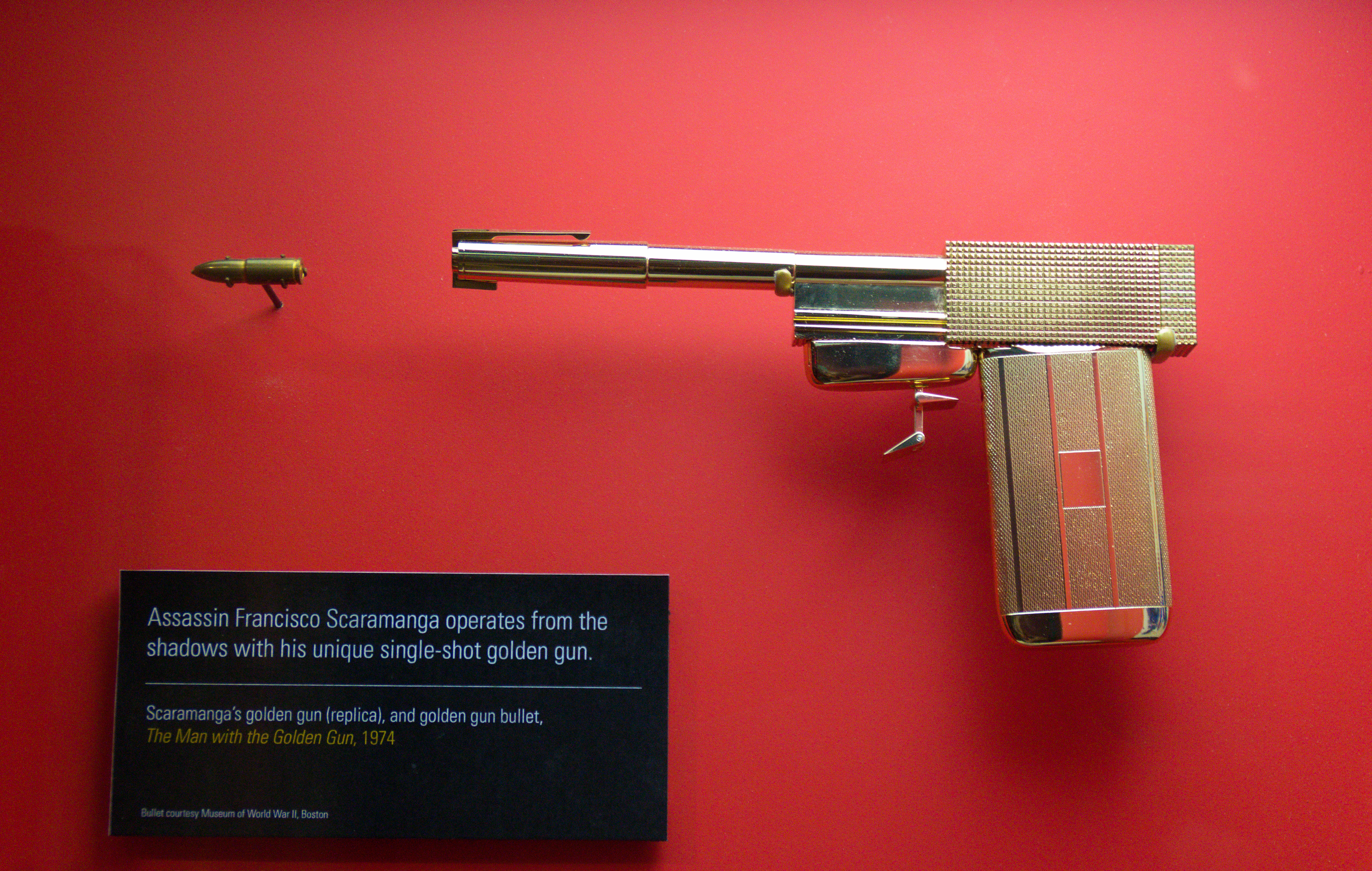
Pistola utilizada por Francisco Scaramanga

Francisco Scaramanga es un personaje ficticio y el antagonista principal tanto de la película como de la novela de James Bond El hombre de la pistola de oro. Es un asesino de relevancia mundial, el cual mata con una peculiar pistola de oro, en la novela de Ian Fleming la pistola de oro era un revólver Colt Peacemaker calibre .45 chapado en oro que disparaba balas revestidas de plata con un centro de oro. Sin embargo, en la película era un arma de un solo tiro que disparaba un bala dorada (oro de 23 quilates con trazas de níquel) de 4,2 mm de diámetro, la cual estaba diseñada a semejanza de objetos aparentemente inofensivos: un encendedor (la culata), un bolígrafo (el barril), una cigarrera (el mango) y un gemelo (el gatillo), todos chapados en oro. En la novela, el personaje es apodado "Pistolas" Scaramanga. En la película, el personaje fue interpretado por el actor británico Christopher Lee (el primo en la vida real del creador de James Bond, Ian Fleming).

## Biografía en la novela
Francisco Scaramanga se convirtió en un hábil tirador y realizaba actos en un circo propiedad de su padre Enrico mientras él era aún muy joven, y él también cuidaba uno de los elefantes del circo, que él dijo era su único verdadero amigo. Cuando el elefante causó un alboroto durante una visita del circo a la ciudad italiana de Trieste, Scaramanga presenció a un policía matar al animal. El muchacho enfurecido vengó matando al policía con un solo disparo a través del ojo, teniendo 16 años de edad en el momento. Luego hizo su camino a Estados Unidos desde Nápoles, donde se hizo pasar por un empleado del casino del Hotel Tiara en Las Vegas, Nevada, cuando en realidad encontró empleo como un sicario de la mafia, eliminando tramposos y otros transgresores dentro y fuera de la misma. En 1958 fue obligado a emigrar de los Estados Unidos debido a un duelo de pistolas con Ramón "The Rod" Rodríguez, su oponente de una banda de Detroit, en el cual mató a Ramon y ganó $100 000 por ello. Pasó algún tiempo viajando por el Caribe como un representante de los intereses de Las Vegas en bienes raíces y plantaciones, luego aliándose con Trujillo de la República Dominicana y Batista de Cuba donde se instaló en 1959 en La Habana. Aunque permaneciendo como seguidor de Batista, empezó a trabajar encubierto para Fidel Castro, convirtiéndose en un matón después de la revolución.
Cuando Bond finalmente lo encuentra en El hombre de la pistola de oro, Scaramanga trabaja como un asesino independiente, a menudo trabajando para la policía secreta de Castro, además de estar comprometido en otras empresas delictivas como el narcotráfico en los Estados Unidos en colaboración con la KGB. El MI6 ha evaluado a Scaramanga como uno de los mejores tiradores del mundo, y M autoriza a Bond para asesinar al pistolero - si es que puede.
Bond alcanza a Scaramanga en Jamaica, donde Bond pretende ser un oficial de seguridad independiente y Scaramanga lo contrata para actuar como guardia para una reunión de mafiosos. Durante la reunión, un oficial de la KGB revela la cubierta de Bond, poniendo a Scaramanga y Bond en un tiroteo. Bond hiere a Scaramanga, pero antes de que termine con el pistolero, Scaramanga dispara a Bond con una bala de su arma de respaldo, una Derringer de oro. Bond devuelve el fuego con su pistola Walther PPK, matando a Scaramanga inmediatamente; poco después, un policía encuentra a Bond casi muerto a tiempo para salvarlo.

## Biografía en la película
En la película El hombre de la pistola de oro, Francisco es un asesino de alto precio, supuestamente el mejor del mundo, que cobra un millón de dólares por matar. Es conocido por ser "el hombre de la pistola de oro", porque él sólo usa balas de oro de un diámetro (ficticio) de 4,2 mm. Todos los tratos de Scaramanga corren a través de su secuaz Nick Nack, lo que permite a Scaramanga ser anónimo.
Francisco Scaramanga era un ciudadano británico nacido en un circo ambulante. Su padre era el maestro de ceremonias, un ex ciudadano cubano y su madre era la encantadora de serpientes. A los 10 años era ya parte del circo como tirador. A los 15 años, se convirtió en un asesino a sueldo internacional. Fue reclutado algunos años más tarde por la KGB mientras vivía en Ipanema, en Río de Janeiro, Brasil y fue entrenado en Europa Oriental, donde durante muchos años fue básicamente "otro mal pagado asesino con exceso de trabajo" para la KGB. Abandonó la KGB en la década de 1950, convirtiéndose en un matón de alquiler independiente. No hay fotos de él, pero posee anatomía inusual: un tercer pezón. Esta información le es útil a Bond, que utiliza el anonimato y la única conocida característica física de Scaramanga para ponerse en contacto con el empleador actual de Scaramanga, el empresario Hai-Fat — aunque Scaramanga ya se encuentra en la residencia de Hai-Fat, y Hai-Fat deduce rápidamente quién es Bond realmente.
Más adelante en la película, Scaramanga le revela a Bond que cuando era niño, viviendo en el circo ambulante, disparó y mató a un abusivo entrenador de animales por matar a un elefante con el que había entablado amistad. Scaramanga también demuestra su puntería a Bond utilizando un revólver Colt Peacemaker para disparar el corcho de una botella de champagne desde una larga distancia (la pistola de oro de Scaramanga en la novela era un revólver Colt Peacemaker chapado en oro), afirmando luego que era un "juguete".
Scaramanga vive muy bien, sacando de las exorbitantes sumas de dinero que cobra para llevar a cabo sus asesinatos y ha construido su casa en su propia isla personal en algún lugar de la costa sudoriental de China, pagando por el arrendamiento de la isla y protección a través de asesinatos ('favores') para los chinos. A pesar de su afirmación de que "la ciencia nunca era [su] punto fuerte", la isla utiliza muchos aspectos de la tecnología moderna, incluyendo su propia planta de energía solar autosuficiente. Además de la planta de energía, la casa de Scaramanga también incluye una sección que es algo entre un calabozo y un laberinto de espejos, donde sus enemigos y Scaramanga se enfrentan en un duelo a muerte. Nick Nack contrata a los asesinos para matar a Scaramanga como un desafío para mantenerlo en forma. Scaramanga es consciente de ello y aprueba los esfuerzos de Nick Nack y le desea la mejor suerte la próxima vez cuando sus asesinos fallan. Además, Scaramanga cuenta con un junco privado, que Bond roba más tarde para salir de la isla cuando esta explota.
Scaramanga también utiliza parte de su riqueza para financiar la investigación y desarrollo de tecnologías que rivalizan con los desarrollados por la rama Q del MI6. Estas tecnologías incluyen un auto que se transforma en un avión y un cañón láser de energía solar.
Scaramanga fue contratado por Hai-Fat para asesinar a un científico británico llamado Gibson, en posesión de información sobre energía solar y tecnología crucial para resolver la crisis energética. Gibson es asesinado y su invento, el agitador solex, es robado de la escena del crimen por Nick Nack. El agitador solex es un componente fundamental del dispositivo de energía solar de Gibson.
Sin embargo, en lugar de entregar el aparato a Hai-Fat, Scaramanga en cambio mata a Hai-Fat con su pistola de oro y lleva el dispositivo por sí mismo. Con el mismo en su posesión, esto le permite vender el dispositivo al mejor postor criminal o usarlo para alimentar su cañón de energía solar personal.
Scaramanga también desea probar sus habilidades contra Bond, a quien considera su único rival digno. Además de los beneficios o el poder que el agitador solex pueda darle, el plan de Scaramanga en adquirir el dispositivo pretende también atraer a Bond a la isla privada de Scaramanga para que así los dos puedan participar en un duelo final y decisivo (aunque Bond está utilizando su pistola Walther PPK de seis balas mientras Scaramanga utiliza la pistola de oro, Scaramanga afirma que 'sólo necesita uno', el número superior de balas de Bond siendo una compensación por las ventajas que tiene Scaramanga al luchar en su propio terreno).
Después de tomar a la compañera de Bond en el MI6 Mary Goodnight como rehén, Scaramanga atrae a Bond a su isla privada, donde revela su plan y desafía a Bond a un duelo en su "casa de la risa". Una vez en la casa de la risa, Bond toma el lugar de un muñeco de él mismo y engaña a Scaramanga para salir a buscar a Bond. Bond entonces dispara a Scaramanga en el corazón, matándolo.

### Secuaces
- Nick Nack
- Kra
- Andrea Anders

Scaramanga aparentemente vive solo en su isla privada, acompañado solamente por Nick Nack, Andrea Anders (su amante) y un mecánico llamado Kra encargado de mantenimiento y seguridad.

### Lista de muertes
Este es el número de muertes causadas por Scaramanga en la película.
- Rodney, un gánster pagado
- Dan Gibson, inventor del agitador solex
- Hai-Fat
- Andrea Anders

Además, es revelado que Scaramanga estuvo detrás del asesinato de Bill Fairbanks, agente del MI6 002, en 1969.
- Datos: Q642549